# Roești (gmina)
Roești – gmina w Rumunii, w okręgu Vâlcea. Obejmuje miejscowości Băiașa, Băjenari, Bărbărigeni, Ciocâltei, Cueni, Frasina, Piscu Scoarței, Râpa Cărămizii, Roești i Saicoi. W 2011 roku liczyła 2105 mieszkańców.